# Teoria prospectiva
La teoria prospectiva o teoria de les perspectives (en anglès Prospect Theory) la van desenvolupar el 1979 pels psicòlegs Daniel Kahneman (Premi en Ciències Econòmiques en memòria d'Alfred Nobel l'any 2002) i Amos Tversky (mort el 1996).
Aquesta teoria permet descriure com les persones prenen les decisions en situacions en què han de decidir entre alternatives que involucren risc, per exemple, decisions financeres. Partint de dades empíriques, la teoria descriu com els individus avaluen les pèrdues i els guanys potencials.

## Principis bàsics; comparació amb la teoria econòmica estàndard
1. L'avaluació d'un resultat és relativa a un punt de referència neutral, que de vegades s'anomena nivell d'adaptació. Per a resultats monetaris, el punt de referència habitual és l'statu quo (el nivell de riquesa actual), però també pot ser el resultat esperat. Resultats millors que el punt de referència es consideren guanys; per sota del punt de referència, són pèrdues.
Una demostració convincent del principi seria la següent. Col·loqueu tres bols alineats, ompliu d'aigua molt freda el de l'esquerra, d'aigua calenta el de la dreta, i d'aigua a temperatura ambient l'intermedi. Si submergim una mà en aigua freda i l'altra en aigua calenta durant un minut, i després les dues mans al bol intermedi, sentirem una sensació calenta en una mà i freda a l'altra.
2. La sensibilitat als canvis és decreixent, tant per a les dimensions sensorials com per als canvis a la riquesa.
Per exemple, la diferència subjectiva entre 900 i 1.000 dòlars sembla molt menor que la diferència entre 100 i 200 dòlars.
3. Aversió a la pèrdua. Quan es ponderen guanys i pèrdues del mateix calibre, aquestes últimes pesen més. És a dir, la valoració subjectiva d'una pèrdua és més gran que la d'un guany objectivament equivalent.
Per il·lustrar aquest principi considereu un joc en què es llança una moneda. Si la moneda mostra creu, perd 100 dòlars. Si surt cara, guanya 150 dòlars. Tot i que el valor esperat del joc és òbviament positiu, perquè es guanya més que es perd, molts individus no participarien en aquest joc. Per ells, el dany de perdre 100 dòlars és més intens que el plaer de guanyar 150 dòlars.
Els principis anteriors poden contrastar-se amb la teoria de la utilitat esperada, estàndard en l'anàlisi econòmica de la decisió amb risc. Quan s'aplica aquesta teoria, és habitual suposar que el nivell de riquesa final és l'única conseqüència rellevant per al decisor. Per tant, no importen les variacions, sinó l'estoc final de riquesa; en aquest sentit, no hi ha un punt de referència. Aquest supòsit té implicacions diferents de les de la teoria prospectiva. Per exemple, utilitat esperada prediu que estaran igual de satisfetes una persona que perd 500 € i se situa en 1000 € que una altra que guanya 500 € i se situa en 1000 €, ja que tots dos acaben tenint la mateixa riquesa final. Per contra, el primer principi de la teoria de les perspectives indica que la primera estarà molt menys satisfeta que la segona: una ha perdut i una altra ha guanyat.
Cal afegir que la teoria de les perspectives també contradiu la hipòtesi d'aversió al risc de la teoria estàndard, ja que a la teoria de les perspectives els individus són amants del risc en el terreny de les pèrdues i refractari al risc en el domini dels guanys, com s'explica en més detall a baix, en comentar l'anomenat 'patró de quatre'.

## Formalització teòrica

### Model
La fórmula de Kahneman i Tversky assumeix que la fase d'avaluació és donada per:

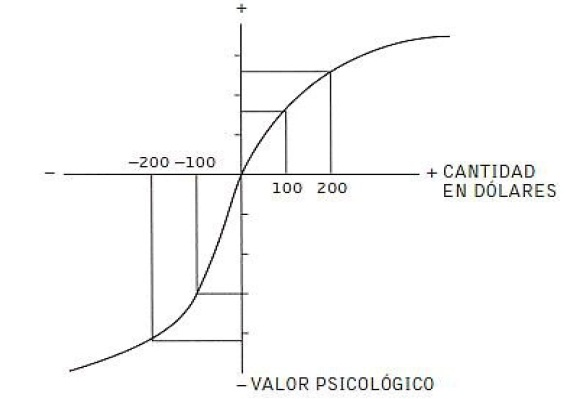
La gràfica mostra el valor psicològic dels guanys i les pèrdues que són les «portadores» del valor en la teoria de les perspectives (a diferència del que succeeix al model de Bernoulli, en què la riquesa total és la portadora de valor). La gràfica té dues parts diferents, una a la dreta i una altra a l'esquerra respecte a un punt de referència neutral. Un aspecte ostensible és que té forma de S, la qual representa la disminució de la sensibilitat als guanys i a les pèrdues. I també és evident que les dues corbes de la S no són simètriques. El pendent de la funció canvia de manera abrupta al punt de referència: La resposta a les pèrdues és més enèrgica que la resposta als guanys corresponents. Això expressa l'aversió a la pèrdua.

{\displaystyle U=w(p_{1})v(x_{1})+w(p_{2})v(x_{2})+\dots ,}, on {\displaystyle x_{1},x_{2},\dots } són resultats potencials i {\displaystyle p_{1},p_{2},\dots } són les seves probabilitats respectives. “V” és anomenada funció de valor que assigna un valor a un resultat. La funció (Presentada a la figura) de valor que creua pel punt de referència té forma de “S” i és asimètrica, i aquesta asimetria implica, atesa la mateixa variació absoluta, hi ha un major impacte en les pèrdues que en els guanys (aversió a la pèrdua). En contrast amb la teoria de la utilitat que mesura els guanys i les pèrdues, però no el seu valor absolut.
La teoria descriu que el procés de decisió consisteix en dues etapes, l'edició i l'avaluació. A la primera els possibles resultats són ordenats seguint un esquema heurístic. Després les persones decideixen quins resultats són vistos bàsicament idèntics i fixen un punt de referència i consideren els resultats més baixos com a pèrdues i els més alts com a guanys. A la següent fase d'avaluació les persones es comporten com si poden valorar (la utilitat), basades en els resultats potencials i les seves probabilitats respectives i llavors escollirien l'alternativa que tingui la utilitat més gran.

### Exemples
Exemple 1
Decisió 1: Hi ha dues alternatives, la A amb què es guanya segur 4.500 € i l'opció B en què es poden guanyar o 10.000 € o 0 €, amb una probabilitat del 50% cadascuna. Triaria A o B ? A implica seguretat i B implica incertesa, és a dir, prendre algun risc.
Decisió 2: De nou hi ha dues alternatives, la C implica perdre 4000 € amb seguretat mentre que si es tria la D es poden perdre o 10 000€ o 0 €, amb probabilitats del 50%. Novament, ens hauríem de preguntar quina alternativa preferim.
La majoria de les persones trien l'opció A a la decisió 1, la qual cosa és coherent amb la idea que les persones són refractàries al risc en el domini dels guanys. És a dir, prefereixen acceptar 4.500 € assegurances encara que el valor esperat (la suma de la probabilitat de cada guany multiplicat pel seu valor) de B sigui de 5.000 €.
Per contra, la majoria de la gent escull D en la decisió 2. Això es pot explicar per la teoria prospectiva, que prediu que les persones són amants al risc en el domini de les pèrdues. Prefereixen el risc de perdre 10.000 € amb una probabilitat del 50% a una menor pèrdua segura de 4.000 €.
Comparant les decisions als dos entorns podríem dir que, normalment, les persones són prudents quan es tracta de guanyar i més arriscades quan poden perdre. Observeu, per altra banda, que segons la teoria de la utilitat esperada una persona (i) prou refractària al risc triaria A i C, (ii) neutral al risc triaria B i C, i (iii) prou amant del risc triaria B i D. Aquestes prediccions xoquen amb l'evidència, ja que com s'ha dit la majoria de nosaltres triaríem les opcions A i D.
Exemple 2
Decisió 1: Què tria vostè? Guanyar 900 euros segur, o 1.000 euros amb un 90% de probabilitat.
Decisió 2: Què tria vostè? Perdre 900 euros segur, o 1.000 euros amb un 90% de probabilitat.
Al problema 1 probablement mostrem aversió al risc, com la gran majoria dels humans. El valor subjectiu d'un guany de 900 euros és certament més gran que el del 90 % del valor d'un guany de 1.000 euros. Al problema 2, la majoria dels humans triarà jugar. L'explicació d'aquesta cerca del risc és la imatge especular de l'explicació que assenyala l'aversió al risc en el problema 1: el valor (negatiu) de la pèrdua de 900 euros és molt més gran que el 90 % del valor (negatiu) de pèrdua de 1.000 euros. La pèrdua segura suscita molta aversió i això fa que s'assumeixi el risc.
Exemple 3
Decisió 1: Al que vostè ja posseeix se li han afegit 1.000 dòlars. Ara us demanem triar una d'aquestes opcions: 50 % de possibilitats de guanyar 1.000 dòlars, o rebre 500 dòlars.
Decisió 2: Al que vostè ja posseeix se li han afegit 2.000 dòlars. Ara us demanem triar una d'aquestes opcions: 50 % de possibilitats de perdre 1.000 dòlars, o perdre 500 dòlars.
Les decisions 1 i 2 són idèntiques si l'única cosa que ens importa és la riquesa final que tinguem, tal com sol assumir Utilitat Esperada. En tots dos casos cal triar entre les mateixes dues opcions: tenir la certesa d'augmentar la fortuna que es posseeix en 1.500 dòlars o acceptar un joc en què es tenen les mateixes possibilitats d'augmentar-la en 1.000 o 2.000 dòlars. Però si les decisions fossin realment percebudes com a idèntiques, aleshores hauríem de triar el mateix en totes dues. En experiments amb aquest tipus de decisions, però, a la primera decisió se sol preferir el que és segur, mentre que a la segona es prefereix el risc. La teoria de les perspectives ho pot explicar. A la decisió 1, el punt de referència és superior a 1.000 dòlars a la suma actual i en 2.000 dòlars a la decisió 2. En la decisió 1, la suma de 1.500 dòlars suposa, per tant, un guany de 500 dòlars, mentre que a la decisió 2 suposa una pèrdua.

## Aplicacions
Alguns comportaments són observats en economia com l'efecte de disposició o la reversió de l'aversió al risc/recerca del risc en cas de guanys o pèrdues (anomenat l'efecte reflex), que també pot ser explicat per la teoria de la perspectiva.
L'efecte de la pseudocertesa implica que les persones poden tenir aversió al risc o acceptar un risc depenent de la quantitat implicada. Aquesta és una possible explicació al perquè la mateixa persona pot comprar una pòlissa d'assegurança i una butlleta de loteria.
La teoria de la perspectiva tracta a més sobre certes anomalies com l'statu quo, l'efecte de dotació i aversió a la pèrdua. Cadascuna d'aquestes anomalies es desenvolupa dins un marc de referència que utilitza l'individu per prendre decisions.

### L'statu quo
Tot el temps estem prenent decisions; tanmateix, en determinades ocasions cap de les alternatives que se'ns presenten ens genera més satisfacció a l'estat actual; per tant, preferim continuar amb el mateix nivell de satisfacció. Per exemple, una persona fa més de 15 anys que treballa en una mateixa companyia i el gerent li ofereix pujar el sou (de $3000 a $4000) però s'haurà de traslladar a una altra ciutat i no accepta. D'una altra companyia li fan l'oferiment per treballar a prop de la companyia on actualment labora amb un sou de $4000 i també rebutja l'oferta. Aquesta persona està feliç a la seva feina, és feliç amb la seva vida tal com la porta i, per tant, no acceptarà cap oferta que canviï el seu esquema de vida.

### L'efecte de dotació
Aquest efecte està associat al valor que donem a determinades coses, el qual canvia la nostra perspectiva; per exemple, una persona compra una casa valorada en $100.000 i hi viu fins a la seva vellesa (actualment valdria $50.000), els seus fills li ofereixen una casa millor en un altre lloc de la ciutat i rebutja l'oferta, una companyia li ofereix $500.000 i els diu que només deixarà la casa quan mori, perquè s'hi sent feliç.

### L'aversió a la pèrdua
En aquesta anomalia la majoria de persones temen els efectes de les possibles pèrdues més que l'anticipació dels possibles guanys. Si a la nostra feina es corre el rumor sobre un bo que els donaran a tots per un valor de $2000, això crearà una gran expectativa i situarà el seu punt de referència a $2000, llavors qualsevol quantitat per sobre d'aquest valor serà percebut com guany i qualsevol valor per sota serà percebut com una pèrdua.
Un altre exemple per explicar aquests comportaments podria ser el d'una persona que es troba a $10 al carrer. Amb aquests diners es poden construir diversos escenaris, podria comprar diverses butlletes de loteria i considerar que és una bona inversió i estaria feliç encara que no s'obtingui res (el més probable és que no guanyi) o podria extraviar-los en aquest cas estaria molt trist per la pèrdua. Aquests diners van ser obtinguts per casualitat i sense importar quina de les dues alternatives prengui, no haurien de ser percebuts com una pèrdua, ja que no eren els seus diners, el sentiment hauria estat el mateix encara que hagués estat els seus propis diners.
L'exemple anterior també ajuda a entendre l'aversió a la pèrdua, si bé trobar els diners representa una sensació positiva, la pèrdua d'aquest produeix una sensació negativa que impacta més l'individu que la positiva, malgrat que el valor absolut sigui igual per a totes dues.

## Patró de quatre
Sempre que fem avaluació global d'un objecte complex, en sospesem totes les característiques, i unes característiques influeixen més que altres en la nostra estimació. De manera similar, davant d'una situació incerta analitzem tots els possibles resultats. El principi de l'expectativa no mostra com pensen realment les persones respecte a probabilitats relacionades amb determinats riscos. Mentre que el principi de l'expectativa mostra que la utilitat augmenta exactament en la mateixa quantia en què augmenten les possibilitats d'alguna cosa, la realitat és que no és així. Així, per exemple, el canvi que no hi hagi absolutament possibilitat d'alguna cosa que n'hi hagi en petita proporció suposa molta més utilitat per a nosaltres, és l'efecte de possibilitat. Quan una possibilitat canvia del 95% al 100% la utilitat que li donem és més gran, és l'efecte certesa.
L'economista Maurice Allais (1911-2010) va mostrar al públic aquesta teoria que entrava en divergència pel que fa a la teoria de la utilitat esperada, àmpliament acceptada pels economistes. La teoria de la utilitat esperada és un model que representa la presa de decisions amb incertesa de manera racional, cada resultat possible es pot quantificar en termes útils i representar-se a través de la funció d'utilitat.
Els individus donen més valor als guanys ia les pèrdues que no pas a la riquesa, i els valors decisoris que s'assignen als resultats són diferents dels de les possibilitats. Aquestes idees en combinació explicaven un patró de referències que Daniel Kahneman i Amos Tversky van anomenar el patró de quatre.
En el patró, les línies superiors de cada cel·la mostren una situació il·lustrativa i les línies inferiors mostren com es comporten la major part de les persones davant de situacions respectives.
| 95% de possibilitats de guanyar 50 000$ AVERSIÓ AL RISC | 95% de possibilitats de perdre 50 000$ CERCA DEL RISC |
| 5% de possibilitats de guanyar 50 000$ CERCA DEL RISC   | 5% de possibilitats de perdre 50 000$ AVERSIÓ AL RISC |

Quan l'individu es planteja que es tingui moltes possibilitats de guanyar una recompensa (95%), experimenta aversió al risc perquè sobrevalora les possibilitats de perdre (5%), això influirà de manera que és molt possible que vulgui guanyar menys però de manera segura. Això es coneix com a efecte certesa. Aquests paràmetres s'avaluen de manera molt personal i per exposar-se al risc cada persona tindrà una quantitat establerta que compensi aquest risc. Un exemple és quan es llegeix el fullet informatiu d'un medicament per a una malaltia, i veiem que hi ha una gran possibilitat de curar-se amb ell, però una altra de molt petita possibilitat que produeixi efectes secundaris, i que com a conseqüència sorgeixi el plantejament de si seria bona decisió prendre'l o no.
Si l'individu té grans possibilitats de perdre (95%) i una de molt petita de no perdre, buscarà el risc, encara que hi hagi una opció en què es perdi de manera segura, però menys diners, simplement perquè sobreestima aquesta possibilitat que pugui aconseguir no perdre, és l'efecte possibilitat. Un exemple seria un jugador de pòquer en un casino que porta una ratxa de males jugades i perdrà força diners, però decideix continuar jugant amb l'esperança que la següent pugui guanyar.
Quan hi ha una petita probabilitat de guanyar (5%), pot resultar molt atractiva i fa que es busqui el risc, aquí també actua l'efecte possibilitat. Un exemple molt clar són les loteries, la gent vol participar perquè sobrevaloren una possibilitat ínfima de guanyar una quantitat molt alta i atraient.
Per acabar, se'ns planteja la possibilitat que tinguem molt poca probabilitat de perdre (5%). Aquest petit percentatge exerceix una gran influència en les nostres decisions, ja que és la diferència entre que hi hagi aquesta possibilitat i que no. Un exemple molt interessant és el del món de les assegurances. La gent està disposada a pagar força per aquests i eliminar aquestes petites probabilitats que els passi un accident.
Els neurocientífics han confirmat aquestes observacions en veure zones del cervell que funcionen de manera diferent davant de la probabilitat de guanyar un premi. La resposta del cervell és similar als valors decisoris (les preferències de les persones valorant les diferents possibilitats de guanyar un premi determinat). Barron i Erev (2003), Erev i Barron (2005) i Avineri i Prashker (2005) també van informar l'aplicabilitat negativa de la teoria prospectiva en experiments iteratius basats en la retroalimentació. Un estudi realitzat a la Universitat de Tongji (Xangai, Xina) ha afegit evidència experimental sobre aquest tema, fent qüestions a joves d'entre 18 i 27 anys sobre els viatges en mitjans de transport.
Aquesta teoria entra en contradicció amb la utilitat esperada (que suposa que el nivell d'utilitat depèn del nivell de riquesa absolut que s'obtingui), ja que al decisor importaran més les pèrdues o guanys que pugui tenir respecte a cert punt de referència. La teoria de les perspectives també es contradiu amb l'aversió al risc, el risc es preferirà en el domini de les pèrdues i es rebutjarà en el domini dels guanys.